# I-Feel-Like-I'm-Fixin'-to-Die
Albums de Country Joe and the Fish
Electric Music for the Mind and Body
(1967) Together
(1968)
I-Feel-Like-I'm-Fixin'-to-Die ("J'ai l'impression d'être sur le point de mourir") est le second album du groupe originaire de San Francisco, Country Joe and the Fish. Comme Electric Music for the Mind and Body, cet album sort en 1967. La première chanson, The "Fish" Cheer / I-Feel-Like-I'm-Fixin'-To-Die Rag, reste l’une des chansons de protestation contre la guerre du Viêt Nam les plus populaires et est un standard du groupe en concert.
Notons que lors de sa prestation à Woodstock, Joe ne demande pas au public d'épeler "F-I-S-H" mais "F-U-C-K".

## Liste de pistes
1. The "Fish" Cheer / I-Feel-Like-I'm-Fixin'-To-Die Rag (McDonald) – 3:44
2. Who Am I (McDonald) - 4:05
3. Pat's Song (McDonald) - 5:26
4. Rock Coast Blues (McDonald) - 3:57
5. Magoo (McDonald) - 4:44
6. Janis (McDonald) - 2:36
7. Thought Dream (McDonald) - 6:39
8. Thursday (Cohen, Hirsh) - 3:20
9. Eastern Jam (Bartol, Cohen, Hirsh, Melton) - 4:27
10. Colors For Susan (McDonald) - 5:58

## Sources
- (en) Cet article est partiellement ou en totalité issu de l’article de Wikipédia en anglais intitulé « I-Feel-Like-I'm-Fixin'-to-Die » (voir la liste des auteurs).